# Лавренчук Євген Вікторович
Євген Вікторович Лавренчук (нар. 24 червня 1982, Львів) — український театральний режисер, педагог. Заслужений артист України (2021). Старший викладач кафедри майстерности актора та режисури Харківського національного університету мистецтв ім. Івана Котляревського (з 2023). Головний режисер Одеського національного академічного театру опери та балету (2018—2021). Ректор «Першої української школи театру і кіно» (2018), засновник та голова експертної ради Всеукраїнського оперного форуму. Поставив понад 30-ти вистав. Лауреат міжнародних конкурсів і фестивалів в Європі. Здійснює постановки, а також веде активну педагогічну діяльність в Україні, Польщі, Німеччині, Литві та Ізраїлі. Автор методики викладання акторської майстерності та режисури.

## Життєпис
Народився в 1982 році у місті Львів.
Перші враження від театру припадають на шостий клас, коли бабця привела його за лаштунки Львівського театру ім. Марії Заньковецької під час репетиційного процесу — режисерка Алла Бабенко працювала над виставою «Медея» Жана Ануя.
Вільно володіє українською, англійською, польською, івритом, російською та французькою мовами. Є дальтоніком та веганом, активно популяризує веганства та вегетаріанство.

### Освіта
Закінчив польську школу ім. Марії Магдалени у Львові.
2003 року закінчив Російську академію театрального мистецтва (майстерня Романа Віктюка) за фахом «оперний режисер», потім — вищі курси хореографії в Університеті ім. Марії Кюрі-Склодовської (Люблін, Польща), Вищі курси режисерів ігрового кіно (Москва).

### Польський театр

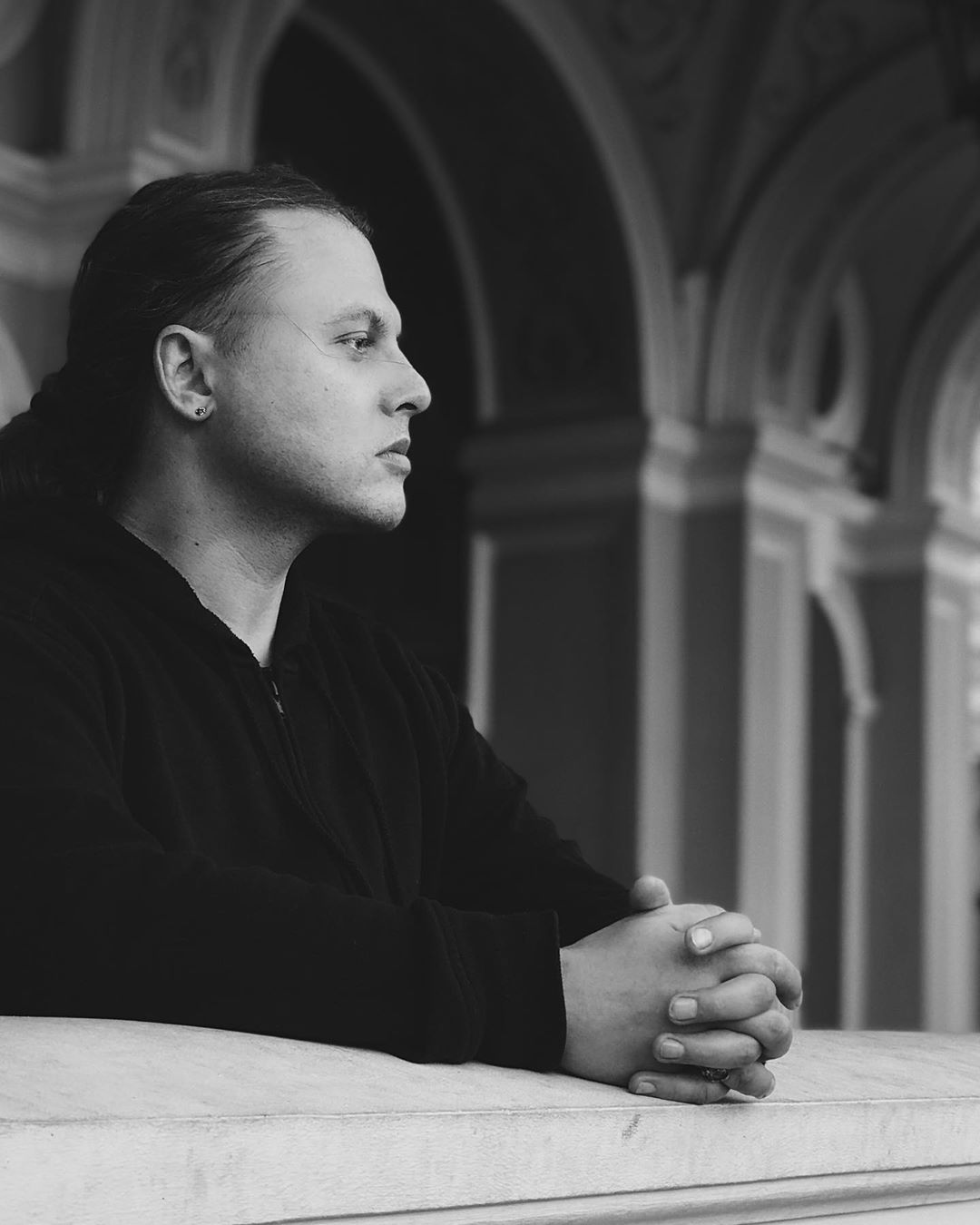

Співзасновник (2002) і художній керівник «Польського театру в Москві» (до 2014) та «Школи акторської майстерності та режисури». 
У квітні 2003 року на сцені московського театру «Et cetera» на Новому Арбаті відбулася прем'єра вистави «Сніг» за п'єсою польського драматурга Станіслава Пшибишевського — дипломна робота випускника режисерського факультету театрального училища Євгена Лавренчука. На одній сцені, разом із професійною актрисою Оленою Болдіною, зіграли московські поляки Роман Ядзинський (Бронька), Антоній Фонтанов (Тадеуш), Володимир Терпугов (Казімеж). Вистава одночасно розглядалася і як іспит — серед глядачів була присутня голова екзаменаційної комісії народна артистка СРСР Олена Образцова, яка й підписала режисерський диплом Євгена Лавренчука. «Польський театр в Москві» веде свій відлік з вистави «Сніг».
Юридична реєстрація «Польського театру в Москві Євгена Лавренчука» відбулася 2004 року. Концепція створення декларувала, що театр не грає вистави щодня, у нього відсутні плани щодо кількості постановок на рік, та вони «не схильні вульгаризувати творчість та перевіряти гармонію ринковою алгеброю». Мова постановок заявлялася як «польська, російська та будь-яка доступна для виконавців». Серед джерел фінансування театру зазначалися великі міжнародні фонди, уряди та міністерства Польщі та Росії, гранти з бюджету Москви, Варшави та європейських програм, що дозволяє проєктам театру мати принципово некомерційний характер.
Після вистави «Сніг» Пшибишевського, в репертуарі театру з'явилися вистави «Maria Stuart» Юліуша Словацького на музику Гаетано Доніцетті, «Івонна, принцеса Бургундська» за п'єсою Вітольд Гомбровича, «Танго» за Славомиром Мрожеком, «Викрадення Європи» за власним сценарієм у постановці Євгена Лавренчука. Крім того виходили постановки інших режисерів: «Ромео і Джульєтти» за Вільямом Шекспіром, «Занепада Європи», «Едіп сплячий».
Вистави театру були показані на сценах Москви, російських містах Вологда, Томськ, у литовському Вільнюсі, польських Варшаві, Щецині, Кракові, Ряшеві, Свіноуйсьце, Вроцлаві, Сопоті та інших. Театр активно брав участь у міжнародних театральних фестивалях.
Участь Польського театру у фестивалях
- 2003, жовтень — V Всесвітній фестиваль театрів польської діаспори на Підкарпатті (м. Ряшів, Польща)[29]
- 2008, листопад — Театральний фестиваль польського театру у Старій проховні (м. Варшава, Польща)[30][31]
- 2011, жовтень — Міжнародний театральний фестиваль «V Всесвітні зустрічі польської сцени» (м. Вільнюс, Литва)[32]
- 2012, листопад — Міжнародний польський фестиваль моновистав «MONOWschó» (м. Вільнюс, Литва)[33]
- Шекспірівський фестиваль[pl] (м. Гданськ, Польща)
- Фестивалі ім. Марії Конопницької (м. Пшедбуж, Польща)

У 2010 році у Варшаві засновано Міжнародний фонд Євгена Лавренчука (Eugene Lavrenchuk International Foundation).
Вагомим напрямком роботи театру стають освітні програми та акторські тренінги для акторів театрів Москви та студентів театральних вишів. При театрі працювала Школа акторської майстерності та режисури, проводився регулярний авторський тренінг особистісного зростання, діяли курси польської мови та театральна студія для дітей.
У зв'язку із подіями 2014 року (Російське збройне вторгненням в Крим та Війна на сході України) Євген Лавренчук залишив Росію на знак незгоди із політикою держави, яку назвав «злочинною». Діяльність театру припинено 2015-го.

### Євробачення 2017
У травні 2017 року за запрошенням Першого суспільного телеканалу України працював креативним директором Євроклубу та режисером фанзони на пісенному конкурсі «Євробачення 2017», який проходив в Києві.
Напередодні фіналу Євробачення 2022 брав участь у прямому етері проєкту «Stozhary.ua» із ведучими оперною зіркою Марією Максаковою та арт-критиком Костянтином Дорошенком.

### Освітня діяльність
Веде активну педагогічну діяльність в Україні та Європі.
Від січня 2015-го є викладачем Королівської академії бізнесу та дипломатії (пол. Krolewska Akademia Biznesu i Dyplomacji we Wrocławiu; м. Вроцлав, Польща).
З 2018 року є ректором Першої української школи театру і кіно. Школа носить відкритий характер, учнями можуть стати представники різних вікових категорій з різним ступенем підготовленості (від початкового до професійного).
Регулярно учні школи виходять на професійні сцени, де демонструють публіці свої досягнення.
Щорічно Школа Євгена Лавренчука проводить сезонні виїзні майстер-класи в найбільших містах України (Львів), Польщі (Варшава, Краків, Закопане, Гданськ, Сопот, Вроцлав, Свіноуйсце і ін.), куди поряд з учнями з України з'їжджаються зацікавлені студенти з Польщі та інших європейських країн.
В основі програми навчання та тренінгів школи лежить власна методика викладання, що використовує нові інтерпретації ідей Михайла Чехова, Єжи Гротовського, Антонена Арто та Костянтина Станіславського, має авторський курс «Все про характер. Типологія особистості».
З вересня 2023-го – старший викладач на магістратурі в режисерів, акторів та музикознавців Харківського національного університету мистецтв ім. Івана Котляревського.

### Головний режисер Одеської опери
Становлення

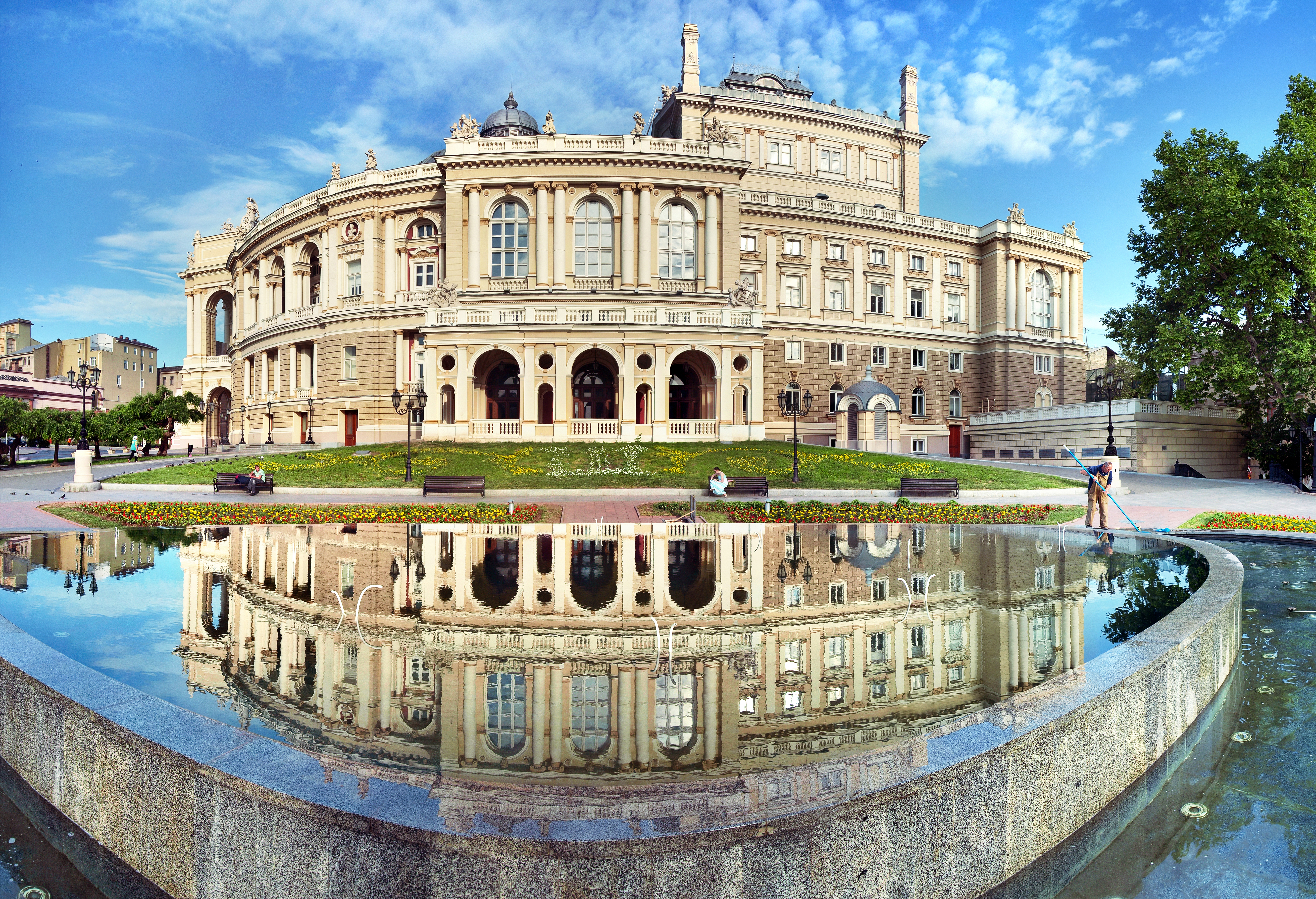
Одеський національний академічний театр опери та балету (панорама зі сторони парку)

2 березня 2018 року переміг у конкурсу на заміщення вакантної посади головного режисера Одеського національного академічного театру опери та балету. Посаду головного режисера опероного театру посів у віці 36 років. Очолив Фонд Одеської національної опери.
Свою роботу на посаді режисера розпочав проведення тренінги для артистів: не лише для солістів, але й для артистів хору. Поставив навчання невід'ємною складовою життя професійного театрального організму.
В Одеській опері часів головування Лавренчука з'являються практичні кроки в бік театрального маркетингу та менеджменту, береться вектор на оперну режисуру крізь музичну освіту та вміння читати партитуру. Цю тезу Лавренчук ілюструє парадоксом Верді у дуеті «Libiamo ne' lieti calici» з другої сцени першого акту опери «Травіата»: «Там йдеться про публічне висловлювання, коли люди говорять банальні слова й співають за радість, але Верді ставить два піано і дуже обережні інтонації. Це єдиний момент, коли головний герой освідчується головній героїні в любові. Вони залишаються на самоті, але між ними є неправда: звучить фальшивий оркестр, фаготи та кларнети, тобто музичні інструменти від розуму, а не серця. Парадокс, що люди залишилися самі, але замість того, щоб щиро освідчитись в любові, вони говорять клішовані заготовки. Натомість коли звучить хор, всі піднімають келихи з шампанським, герою вдається тихенько сказати героїні «Я тебе люблю» так, щоб вона це почула. Тому культурний процес — це поєднання інтимного процесу митця та відкритого публічного хайпу. Сенс і є в тому, аби створити таку багатошарову структуру».
Серед втілених постановок: «Останній романтик» за оперними творами Ріхарда Штрауса (2018), «La Traviata» Джузеппе Верді (2019). До постановки готувалася, та відбулася презентація проєкту опери «Дракон» за однойменною п'єсою радянського драматурга Євгена Шварца — тема тоталітаризму в оперному форматі (переклад і лібрето — Павло Ар'є, композитор — Антон Байбаков, художник — Наталія Лейкіна).
«La Traviata»
Найбільш резонансною та визначною роботою Євгена Лавренчука в Одеській опері стала постановка «La Traviata» — опери Джузеппе Верді. З музичної частини було прибрано всі існуючі доповнення — звучить виключно італійська мова та суворо дотримується партитура Верді. Прем'єрний показ відбувся в рамках 210-го театрального сезону Одеської опери, 9 листопада 2019 року. На прем'єру до Одеси зібрався «десант оперної еліти світу»: критики провідних профільних та суспільно-політичних видань (Online Merker, Klassik begeistert, Die Bühne, L’Opera — International magazine, Neue Zürcher Zeitung, Salzburger Nachrichten, Il Tempo), керівництво театрів, інтенданти з усієї України, з Риму, Венеції, Гамбурга, Тарту. Диригент-постановник — В'ячеслав Чорнуха-Волич. Юхим Руах працював над втіленням художнього вирішення основної теми вистави — стихії вітру — «вічне унесення всього і вся в нікуди. Всі декорації будуть трансформуватися і відлітати. Все буде кружляти, і в третій дії підніметься така завірюха, що над хором з’явиться хоровод їх суконь, які будуть літати». Партію Віолетти Валері виконала сопрано Аліна Ворох, Альфред — тенор Олег Злакоман. Афіша вистави виконана у такий спосіб, що глядач спостерігає рентгенівський знімок «дами з камеліями» Віолетти Валері, де камелії «розквітають» на її легенях. Саме ж дійство наповнене рухом та сценічними трансформаціями, до тканини вистави вплетено міф про Міноса, Посейдона та Пасіфаю, метаморфози закоханого Зевса.
«La Traviata» зібрала пресу, яка з одного боку у захопленні від новаторської режисерської роботи, з іншої — лунають закиди щодо домінування візуальних образів над музичною складовою опери. За мотивами постановки з'явилася відеоверсія: окремо записана аудіоверсія, під яку відзняли відеоряд із залученням дронів та крану. Проанонсовано вихід книжки про виставу «La Traviata», назва якої перегукується із головною арією Віолетти «Addio, del passato».
Робота отримала професійне визнання у вигляді Премії ім. Леся Курбаса (2020), перемоги у номінації «Музична вистава у жанрі опери/оперети/мюзиклу» всеукраїнського театрального фестивалю-премії «GRA» (2020), Євген Лавренчук увійшов до короткого переліку Національної премії України ім. Тараса Шевченка (театральне мистецтво).
Завершення каденції

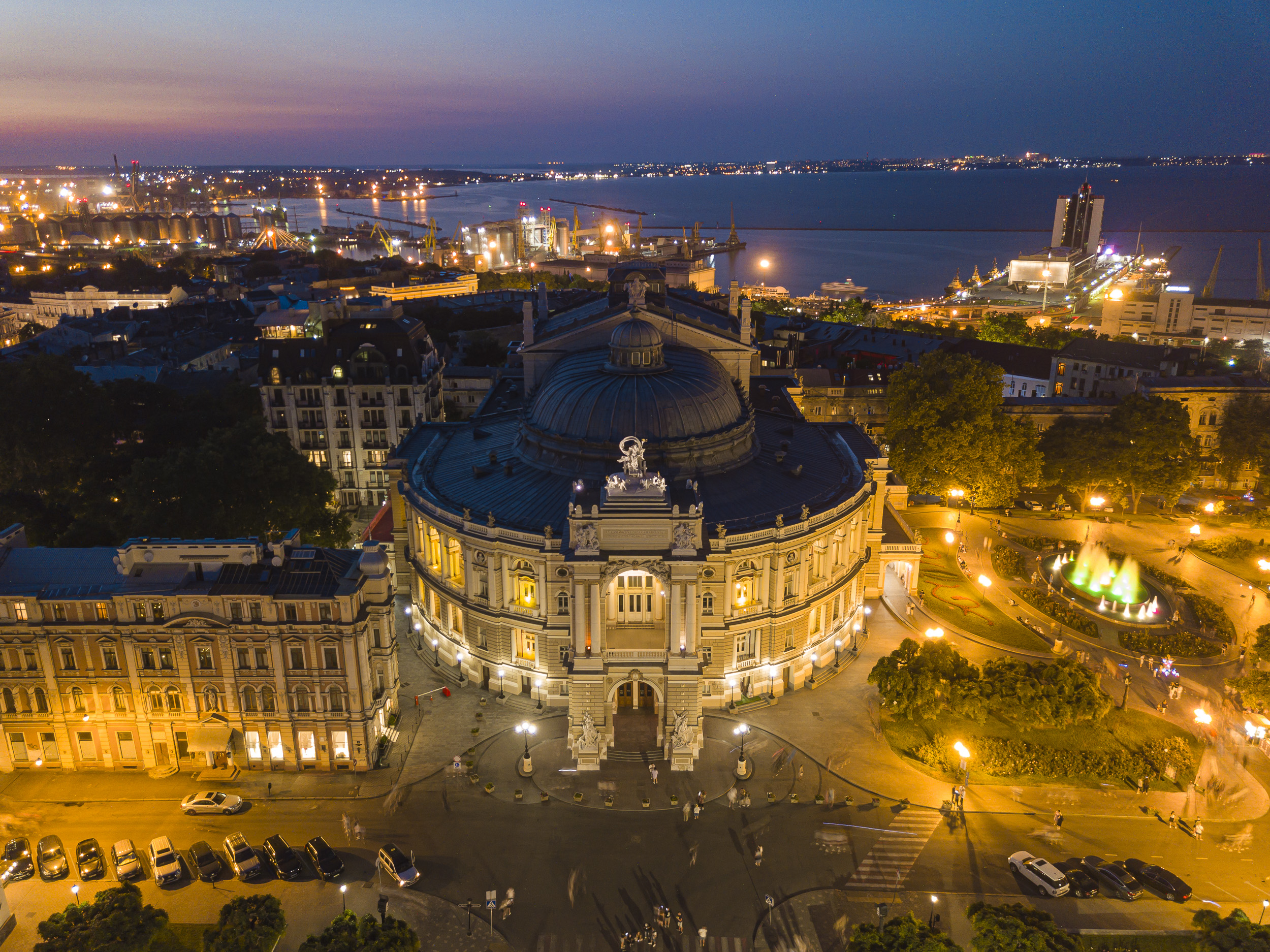
Одеський національний академічний театр опери та балету в панорамі міста

Резонанс «La Traviata» й отримані нагороди відкрили шлях до нових планів та задумок. На 2021-й рік було проанонсовано постановку сучасної, іноваційної опери «Запорожець за Дунаєм» у стилистиці комікса, низку інших проєктів. Але вже 10 лютого 2021 року Євгена Лавренчука офіційном листом було попереджено про непродовження контракту з 15 березня поточного року. В день 1 березня 2021 року Євген Лавренчук повідомив про скоєний на нього напад в Одесі у грудні 2020-го. Невідомі били по обличчю та голові, в результаті чого отримано різане поранення. Одеська опера опублікувала власнє трактуванні історії та пригадали подробиці минулорічного побиття. Того ж дня Комітет з Національної премії України імені Тараса Шевченка оприлюднив заяву про отримання листів (анонімних та за підписами шанованих митців) «із закликами в жодному разі не нагороджувати Євгена Лавренчука, головного режисера Одеського національного академічного театру опери та балету, за його постановку „Травіати“ Дж. Верді» та звертають увагу, що «звинувачення з різних, нібито не пов'язаних між собою адрес містять більш-менш однакові аргументи подекуди однаковими словами». Із підтримкою Євгена Лавренчука виступили митці України та з закордону (зокрема директор Польського театру у м. Познань, очільник Інституту Театру ім. Збігнєва Рашевського Мацей Новак та інші).
Підбиваючи підсумки своєї роботи в Одеській опері, серед ключових рішень за три роки роботи, які якісно змінили ситуацію в театрі, Лавренчук назвав «налагодження зовнішньої політики з експертним середовищем, медіа та цільовою аудиторією». Проте, подовження контракту на позицію головного режисера театру не відбулося: Лавренчук подав свою кандидатуру на конкурс генерального директора-художнього керівника Одеської опери, проте напередодні конкурса, 21 липня, офіційним відеозверненням знімає свою кандидатуру.

### Всеукраїнський оперний форум
Євген Лавренчук є засновником та головою експертної ради Всеукраїнського оперного форуму, який є центральною подією в галузі оперної індустрії України. Форум проводиться за участі керівників головних українських оперних театрів, представників академічної спільноти, вітчизняних та зарубіжних музичних критиків, депутатів та лідерів думок. В його рамках проводяться лабораторії критиків (куратор — професор Юрій Чекан), оперні прем'єри, презентації оперних стартапів (куратор — Євген Лавренчук).
Місцем проведення поєднується із знаковою оперною прем’єрою. Так, 2019 року він відбувся в Одесі, й був підведений до опери «La Traviata» Джузеппе Верді у постановці Євгена Лавренчука в Одеському національному академічному театрі опери та балету; 2021-го — у Харкові до прем'єри опери «Вишиваний. Король України» Алли Загайкевич у постановці Ростислава Держипільського у Харківському національному академічному театрі опери та балету ім. Миколи Лисенка.

### Затримання в Італії
Затримка Євгена Лавренчука відбувається в італійському аеропорті Неаполь 17 грудня 2021 року за запитом Росії на екстрадицію — нібито він, вісім років тому, працюючи в РФ, скоїв фінансове правопорушення (ніби Таганським районним судом Москви звинувачений у шахрайстві, різних фінансових махінаціях на суму 4 млн рублів, та засуджений на 10 років ув’язнення). На запит доказової бази та документів, сторона запиту не змогла нічого надати, аргументуючи попереднім слідством та запитом до екстрадиції.
На початку січня 2022-го ініціативною групою була створена петиція на підтримку митця. Понад 1200 митців виступили із закликом «Free Eugene Lavrenchuk». Заяву на підтримку оприлюднив ПЕН-клуб за підписами понад 50 членів, Національна спілка театральних діячів України. Із персональними заявами виступили  голова Львівської міської громади Андрій Садовий, політична діячка Ірина Подоляк, громадський активіст та  письменник Олег Сенцов, журналіст Юрій Макаров та багато інших. Рішенням суду від 21 січня, Лавренчук був відправлений під домашній арешт (українське консульство виділило квартиру та забезпечило необхідним). Інтерпол відмовив РФ у видачі затриманого через відсутність доказів його провини.
Затримання Євгена Лавренчука набуло політичного забарвлення, й до його звільнення долучилися десятки дипломатів, політиків, міністрів та культурних діячів. Клопотання щодо звільнення скерував Папа Римський Франциск. Питання арешту депутатом Ріккардо Магі було винесення на рівень парламенту Італії. Ситуацію контролювала міністерка юстиції Італії Марта Картабія. Ключову роль з української сторони відіграло Генеральне консульство в Неаполі (генеральний консул України в Неаполі Максим Коваленко).
Апеляційний суд Неаполя 25 березня 2022 року відхилив запит Російської Федерації про екстрадицію на підставі, що Лавренчук ризикував «піддатися в Росії жорстоким, нелюдським або таким, що принижують гідність, покаранням чи поводженню, або [поводженню], яке є порушенням основних прав [людини], що відповідно до італійського законодавства (ст. 698 Кримінально-процесуального кодексу) виключає пасивну екстрадицію». Того ж дня з'явилося повідовлення від Євгена Лавренчука у соціальній мережі: «Друзі! Я вільний! Остаточно! Всім дуже дякую за все, що ви зробили для мене».
Зрештою всі звинувачення було знято, а кожен день перебування у незаконному арешті компенсовано у розмірі 250 євро (виплата Італії з отриманих коштів від Росії). ЗМІ, які висвітлювали процес, використовували щодо Лавренчука формулювання «Остання жертва російського Інтерполу».

### Новітній час

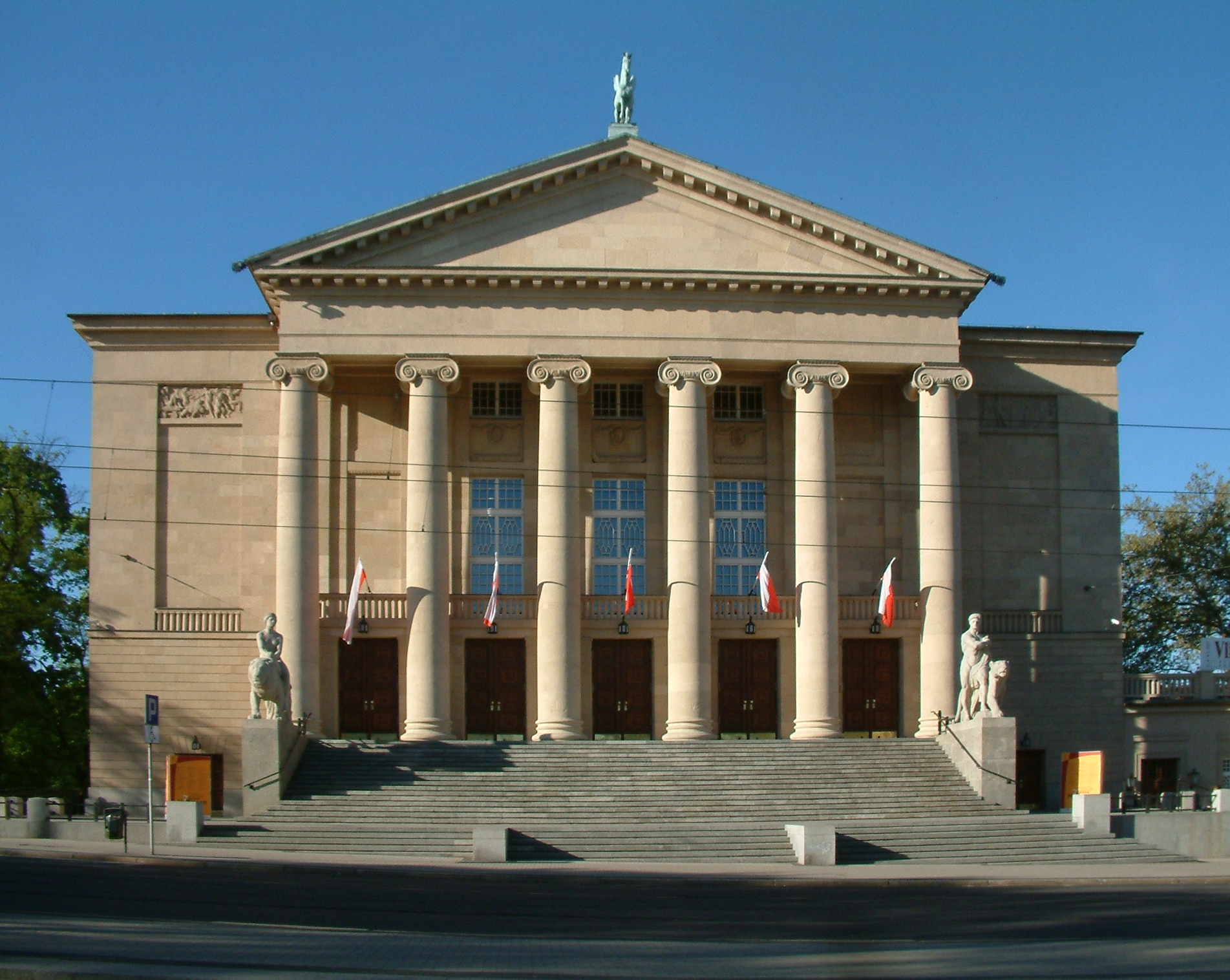
Оперний театр в Познані

З червня 2018-го — експерт Українського культурного Фонду. З вересня 2018-го — ректор Першої української школи театру і кіно.
Компанія «Лавренчук продакшн» виступала партнером постановки «La Traviata» в Одеській опері 2019-го, у партнерстві із Одеським театром ім. Василя Василька реалізувала виставу «Страшне китайське прокляття. Україна» за драматургічним дебютом Єлизавети Мельниченко 2020 року.
В розробці — дві опери Джузеппе Верді: «Фальстаф» для Київського національного академічного театру оперети та «Rigoletto», презентація якого відбулося 7 травня 2022 року у нью-йоркському New Art Dealers Alliance (NADA) (диригент — Віктор Плоскіна, художниця — Міра Мачіна). На етапі підготовок зйомок художній фільму «Ulysses» за романом «Улісс» та короткометражний фільм «Нарцис» за власним сценарієм. 
У 2022 році реалізував дві постановки на сцені Познанського оперного театру, у співпраці із Кароліною Софулак: опери «Альберт Херрінг» Бенджаміна Бріттена та «Русалка» Антоніна Дворжака. Про спільні дослідження партитури опери «Русалка», Кароліна Софулак відмітила, «що це не проста казка, а скоріше притча, або розгорнута, символічна метафора нутрощів людської психіки. Дворжак та Квапіл, тобто композитор та лібретист, наприкінці ХІХ століття не володіли мовою, розробленою в наступні десятиліття Фрейдом, а потім Юнгом».
2023 року став стипендіантом Міністерства культури та національної спадщини Польщі.
З 22 березня 2024 року призначений тимчасово виконувачем обов'язків директора-художнього керівника КЗ «Кіровоградський академічний український музично-драматичний театр ім. М.Л. Кропивницького ».

## Постановки

### Режисерські роботи
Польський театр в Москві
- 2003, 3 квітня — мелодрама «Сніг» Станіслава Пшибишевського (дипломна робота. Прем'єра відбулася на сцені Московського театру «Et cetera[ru]» на Новому Арбаті)[26][110][111][112]
- 2005, 11 травня — анти-містерія «Івонна, принцеса Бургундська» за п'єсою Вітольда Ґомбровича (на сцені Московського міжнародного будинку музики)[113]
- 2009, 27 квітня — драма «Танго» за п'єсою Славомира Мрожека (на сцені Московський академічного театру ім. Володимира Маяковського)[114][115]
- 2012, 27 лютого — історія одного божевілля в класичну епоху «Maria Stuart» за мотивами «Марія Стюарт» Юліуша Словацького на музику опери «Марія Стюарт» Гаетано Доніцетті[116]
- 2014 — «Викрадення Європи» за власним сценарієм (прем’єра не відбулася)[117][118][119][120][121][122]

Львівський театр юного глядача
- 2004 — «Дракон» за однойменною п'єсою Євгена Шварца[123]

Національний академічний український драматичний театр імені Марії Заньковецької
- 2004, 11 жовтня — театралізована агонія «Стільці» Ежена Йонеско[124]

Томський обласний театр драми
- 2004, 24 грудня — драма «Білоксі блюз» Ніла Саймона[125][126]
- 2006 — анти-утопія «Амазонія» Дмитра Гласса[127]

Львівський національний академічний театр опери та балету імені Соломії Крушельницької
- 2005 — «Cavalleria Rusticana» опера «Сільська честь» П'єтро Масканьї (прем'єра не відбулася в зв'язку зі смертю диригента-постановника)[128][13]

Посольстві Польщі в РФ
- 2006 — «Бал в опері» Юліана Тувіма

Одеський обласний академічний російський драматичний театр
- 2006, 10 грудня — драма «Сутінки богів» за п’єсою «Спокуси і пристрасті» Родіона Феденьов[ru][129][130][131][132]
- 2008, 20 лютого — пластична драма «Танахшпіль» Євгена Лавренчука за мотивами сучасної ізраїльської прози та Книг Старого Завіту (присвята пам’яті Піни Бауш)[133][134][135]
- 2015 — «Лист очікування» Олександра Марданя[136][137][138][139][140]

Відкрита театральна школа Євгена Лавренчука
- 2007 —2016 — «WORKSHOP» — циклічний проект звітних показів-перформансів студентів школи (м. Москва) (художній керівник проєкту, продюсер)[141][142][143][144];
- 2013 — «Граємо Чехова»[145]

Томський театр нового глядача
- 2008, 25 грудня — памфлет «Дракон» за однойменною п'єсою Євгена Шварца (нова режисерська редакція)[146][147][148]
- 2010, 5 березня — драма «Анна Кареніна» Євгена Лавренчука за мотивами однойменного роману Льва Толстого[149][150][151][152][153]

Литовський театр російської драми (м. Вільнюс)
- 2009 — «Ящір, Лань, Шаман і Габріела» Альвіди Байор за мотивами Чеслава Мілоша (спільний проект Фонду Terra Humana (Варшава) та п'яти театральних колективів з Росії, України, Литви та Польщі)[154][155]

Театр Ейхаль Тарбут (м. Нетанья, Ізраїль)
- 2015 — «Юда та його брати» за мотивами 1-й Книги Макавеїв[156]

Одеський національний академічний театр опери та балету
- 2018 — «Останній романтик» за оперними творами Ріхарда Штрауса[157][158][159][160][161]
- 2019, 9 листопада — «La Traviata» опера Джузеппе Верді[162]

Познанський оперний театр (м. Познань, Польща)
- 2022, 24 червня — «Albert Herring» опера[en] Бенджаміна Бріттена (спільно із Karolina Sofulak)[163]

Кіровоградський академічний український музично-драматичний театр ім. М.Л. Кропивницького
- 2024, 22 червня — «Перед волею» Антона Литвинова за мотивами п'єси Марка Кропивницького[164][165][166][167][168][169][170][171]

### Продюсерські проєкти
Польський театр в Москві
- «Ромео і Джульєтта» за однойменною п'єсою Вільяма Шекспіра[172]
- «Занепад Європи» (художній керівник проєкту, автор сценарію, продюсер)[26]
- «Едіп сплячий» (художній керівник проєкту, продюсер)[173]

Томський театр нового глядача
- 2010 — «Страсті за Бекетом. Чекаючи на Ґодо» за п'єсою Семюеля Бекета;  реж. Сергій Озерний (автор ідеї, продюсер)[174]
- 2010 — «Батьки і діти: звичайний фашизм»;  реж. Ришат Галі (автор ідеї, продюсер)[175]

Одеський обласний академічний російський драматичний театр
- 2016 — «Прекрасний рогоносець» за однойменною п'єсою[en] Фернана Кроммелінка; реж. Ольга Меньшикова (художній керівник проєкту, продюсер)[176][177][178]
- 2016 — «Нотатки божевільного» за мотивами однойменної повісті Миколи Гоголя; реж. Ігор Неведров (художній керівник проєкту, продюсер)[178]
- 2016 — «Завірюха» Марини Цвєтаєвої; реж. Ришат Галі (художній керівник проєкту, продюсер)[176][179][180][181][182]
- 2016 — «Декамерон» за новелами Джованні Боккаччо; реж. Володимир Бутаков (художній керівник проєкту, продюсер)[183][184][185]

Одеський академічний український музично-драматичний театр імені В. Василька
- 2020, 5 вересня — «Страшне китайське прокляття. Україна» Єлизавети Мельниченко; реж. Борис Кривець (продюсер)[100][101]

### Драматург
Познанський оперний театр (м. Познань, Польща)
- 2022, 14 жовтня — «Rusałka» опера Антоніна Дворжака; реж. Karolina Sofulak[186]

## Особливість постановок
Враження шестикласника, який потрапив до театру зі службового ходу, коли підняті всі лаштунки із падугами, розкриваючи пошарпані стіни, виявилися настільки сильними, що Євген Лавренчук продовжував шукати ці пошарпані стіни, відвідуючи вистави різних театрів, і не знаходив, оскільки вони були прикриті лаштунки. На згадку про цю емоцію, режисер використовує в своїх постановках прийом відсутнього «одягу сцени», коли голі стіни театру підсвічуються спеціально виставленими приладами, а сам факт наявності театральної завіси в сучасному театрі називає непристойним.

## Нагороди та визнання
- 2004 — Виставка «Сцена Росії» — золота медаль, титулу «Ювіляр року» та «Наймолодший режисер року»[187]
- 2013 — Почесна відзнака «За заслуги перед польською культурою» — «за видатні досягнення в галузі культури і науки» (рішення міністра культури Польщі Богдана Здроєвського)[37][188][189][190][191]
- 2016, 9 серпня — Вище звання в галузі мистецтва — «Видатний діяч культури Держави Ізраїль» («Міцтаєн бе-міюхат бе Тарбут Ісраелі») — рішенням Комісії Міністерства культури Ізраїлю[192][193]
- 2020 — Лавреат премії ім. Леся Курбаса — вперше в історії цю премію присудили за оперну постановку[7][9][194]
- 2020 — III Всеукраїнський театральний фестиваль-премія «GRA» (м. Київ) — опера «La Traviata» — переможець у номінації «Музична вистава у жанрі опери/оперети/мюзиклу»[195][196]
- 2020 — Відзнака щоденної всеукраїнської газети «День» — Корона «Дня» — за результативність творчих пошуків в області українського оперного театру[197]
- 2021, 30 березня — Заслужений артист України[3]
- 2021 — Шорт-лист Національної премії України ім. Тараса Шевченка у категорії театральне мистецтво[64]